# 帕迪·傑克遜
帕迪·傑克遜（英語：Paddy Jackson；1992年1月5日—）是一位愛爾蘭橄欖球運動員。他是愛爾蘭國家橄欖球隊的一員，代表愛爾蘭參加了2015年世界盃橄欖球賽。